# Dina Boluarte
Dina Ercilia Boluarte Zegarra (ur. 31 maja 1962 w Chalhuanca) – peruwiańska prawniczka i polityk, w latach 2021–2022 wiceprezydent Peru, od 7 grudnia 2022 prezydent Peru.

## Życiorys
Ukończyła studia prawnicze na Universidad de San Martín de Porres.
28 czerwca 2021 objęła funkcję wiceprezydenta Peru. 7 grudnia 2022 po próbie przeprowadzenia zamachu stanu przez prezydenta Pedro Castillo, a następnie jego usunięciu w drodze impeachmentu została zaprzysiężona przez parlament na urząd prezydenta. Dina Boluarte stała się pierwszą w historii kobietą na stanowisku prezydenta Peru.
W swoim pierwszym przemówieniu do Kongresu potępiła prezydenta Castillo i zadeklarowała wolę utworzenia rządu jedności narodowej w celu rozwiązania obecnego kryzysu politycznego.